# 奥孙-奥索博神树林
奥孙-奥索博神树林，简称奥孙-奥索博，是奥孙河沿岸的一片圣林，位于尼日利亚奥孙州奥索博附近。奥孙-奥索博神树林是约鲁巴人的聚居地，尼日利亚快速城市化下的最后一片乔木树林之一。2005年列入联合国教科文组织世界遗产。

## 登录基准
该世界遗产被认为满足世界遺產登錄基準中的以下基準而予以登錄：
- （ii）在某期间或某种文化圈里对建筑、技术、纪念性艺术、城镇规划、景观设计之发展有巨大影响，促进人类价值的交流。
- （iii）呈现有关现存或者已经消失的文化传统、文明的独特或稀有之证据。
- （vi）具有显著普遍价值的事件、活的传统、理念、信仰、艺术及文学作品，有直接或实质的连结（世界遗产委员会认为该基准应最好与其他基准共同使用）。